# Kadima
Kadima (hebräisch קדימה Qādīmāh, deutsch ‚Vorwärts‘) war eine Partei in Israel. 2005 gegründet, sah sie sich als liberale Partei in der Mitte des israelischen Parteienspektrums. Damit stand sie politisch zwischen dem Likud und der Awoda. Trotz zweier Regierungsbeteiligungen löste sie sich nach parteiinternen Konflikten 2015 auf. Als indirekte Nachfolgepartei gilt die Ha-Tnu’a.

## Gründung
Die Kadima wurde Ende November 2005 vom damaligen Ministerpräsidenten Ariel Scharon gegründet, der zu diesem Zeitpunkt Parteivorsitzender des Likud war. Dessen Plan zum einseitigen Abzug aus dem Gazastreifen war im rechten politischen Spektrum, auch seiner eigenen Partei, auf großen Widerstand gestoßen. Scharons Abzugsentscheidung führte erst dazu, dass die Mafdal und die Nationale Union seine Koalition im Juni bzw. November 2004 verließen. Der Schinui verließ die Koalition schließlich im Dezember 2004 im Streit über den Haushalt. Deshalb war Scharon gezwungen, im Januar 2005 eine Koalition mit den Linksparteien Awoda-Meimad einzugehen.
Der innerparteiliche Machtkampf mit Benjamin Netanjahu führte im August zu dessen Rücktritt als Finanzminister und im September zu der Forderung nach einer vorgezogenen Wahl des Parteivorsitzenden, die Scharon nur äußerst knapp (52 % zu 48 %) zurückschlagen konnte. Im Oktober schließlich scheiterte Scharon bei der Besetzung zweier neuer Kabinettsposten am Widerstand von Teilen seiner eigenen Fraktion. Am 21. November 2005 trat Scharon deshalb vom Parteivorsitz zurück und wegen wachsenden Widerstandes aus dem Likud aus. Die neugegründete Partei gewann daraufhin die Parlamentswahl, auch weil einige prominente Mitglieder anderer Parteien zur Kadima übergetreten waren – u. a. Innenminister Meir Shitrit und der frühere Vorsitzende der Arbeitspartei Schimon Peres.

## Parteivorsitz
Seit dem 16. Januar 2006 hatte Ehud Olmert den Parteivorsitz inne und löste damit Ariel Scharon ab, der aufgrund der Folgen eines Schlaganfalls seit dem 4. Januar 2006 amtsunfähig war. Als Olmert Anfang September 2008 wegen Korruptionsvorwürfen als Parteichef zurücktrat, wurde am 17. September die Außenministerin Tzipi Livni in der parteiinternen Vorwahl mit einem knappen Vorsprung von 431 Stimmen bei 74.000 Stimmberechtigten vor Verkehrsminister Schaul Mofas zur Vorsitzenden gewählt. Am 27. März 2012 wurde sie von Schaul Mofas abgelöst. Schaul Mofas verkündete am 27. Januar 2015 seinen Rücktritt und seinen Rückzug aus der Politik. Danach übernahm kurzzeitig Akram Hasson den Parteivorsitz.

## Politische Grundsätze
Die Grundsätze der Kadima, die am 28. November 2005 von Tzipi Livni vorgelegt wurden, sind u. a.:
- Die israelische Nation hat ein historisches Recht auf ganz Eretz Israel. Dennoch muss ein Teil ihres Territoriums aufgegeben werden, um einen demokratischen Staat mit mehrheitlich jüdischem Staatsvolk zu erhalten. Jerusalem und die großen Siedlungen im Westjordanland bleiben Teile Israels.
- Die Umsetzung der Road Map soll zur Beendigung des Konflikts mit den Palästinensern führen.
- Eine Reform des Wahlsystems soll die Stabilität des Staates verbessern. Nach Uriel Reichman strebt die Kadima eine Direktwahl u. a. des Premierministers an, um den Parteivorständen Macht zu entziehen.

## Parlament
Nach ihrer Gründung genoss die Kadima die Unterstützung breiter Bevölkerungsschichten und wurde bei den Wahlen am 28. März 2006 mit 29 Sitzen stärkste Partei in der Knesset. Sie bildete eine Fraktionsgemeinschaft mit der Seniorenpartei Gil, die mit sieben Mandaten neu in die Knesset eingezogen war. In der folgenden Wahl scheiterte Gil jedoch an der Zwei-Prozent-Hürde.
Bei der Wahl zur 18. Knesset am 10. Februar 2009 kam Kadima auf 28 Sitze und bleibt damit stärkste Fraktion in der Knesset.
Am 8. Mai 2012 trat die Kadima in die von Benjamin Netanjahu (Likud) geführte Regierung ein. Schaul Mofas wurde zum Minister ohne Geschäftsbereich ernannt und erhielt den Titel eines Vize-Premiers. Am 17. Juli 2012 schied Kadima aus der Regierung wieder aus und warf Premierminister Netanjahu und dem Likud vor, bei der vom Verfassungsgericht verlangten Reform der Wehrpflicht zu große Zugeständnisse gegenüber den Ultraorthodoxen zu machen.
Bei der Wahl zur 19. Knesset am 22. Januar 2013 erlitt Kadima massive Verluste von über zwanzig Prozentpunkten und übersprang die Zwei-Prozent-Hürde nur knapp. Mit 2,08 % erhielt sie zwei Mandate. Das schwache Abschneiden ist hauptsächlich darauf zurückzuführen, dass die Wählerschaft der Mitte größtenteils von der 2012 gegründeten ebenfalls in der Mitte angesiedelten Partei Jesch Atid angezogen wurde, welche 14,33 % erhielt. Außerdem hatten sich viele Mitglieder der neuen, im Dezember 2012 gegründeten Partei Ha-Tnu’a der ehemaligen Parteivorsitzenden und Außenministerin Tzipi Livni angeschlossen, die 4,99 % der Stimmen und 6 Parlamentssitze erreichte.
Zu den Wahlen 2015 trat die Partei nicht mehr an und löste sich auf.

## Parteivorsitzende
- Premierminister Ariel Scharon, 2005 bis 16. Januar 2006
- Premierminister Ehud Olmert, 2006 bis 17. September 2008
- Tzipi Livni, 2008 bis 27. März 2012
- Schaul Mofas, 27. März 2012 bis 27. Januar 2015